# Abdurrahmanlar, Germencik
Abdurrahmanlar là một xã thuộc huyện Germencik, tỉnh Aydın, Thổ Nhĩ Kỳ. Dân số thời điểm năm 2010 là 174 người.